# Bildstock (Aura an der Saale, Am Rasen 146)

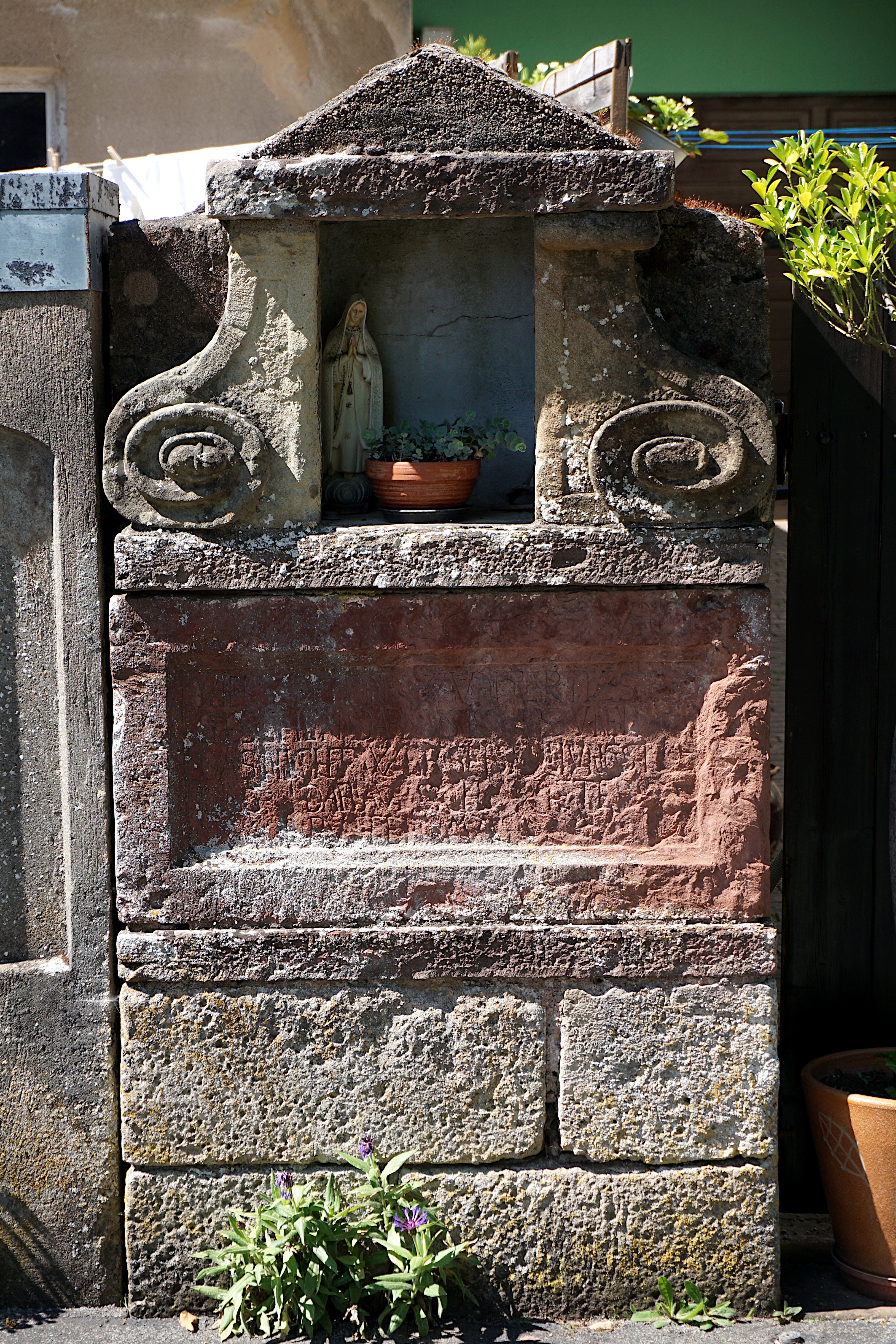
Bildstock, Aura an der Saale, Am Rasen 146

Der Bildstock Am Rasen 146 befindet sich in der Gemeinde Aura an der Saale im unterfränkischen Landkreis Bad Kissingen an der Straße von Aura nach Elfershausen in der Flur Am Rasen. Er gehört zu den Baudenkmälern von Aura an der Saale und ist unter der Nummer D-6-72-111-6 in der Bayerischen Denkmalliste registriert.

## Beschreibung
Der Bildstock besteht aus Sandstein und entstand im Jahr 1664. Er hat eine Gesamtgröße von 200 cm; das Mittelstück hat die Maße 46 cm × 93 cm.
Der Bildstock besteht aus einem Aufbau aus gelbem Sandstein, einem Mittelstück aus rotem Sandstein, einer dreieckförmigen Bedachung, zwei gedrückten und mit Voluten ausgestatteten Seitenteilen, einem Mittelblock mit den Jahresangaben „1664“ und „ANNO 1665“. Darunter befindet sich eine zurückgesetzte Tafel mit folgender Inschrift:

„VIEL ZEIGEN WUNTER ISZT

GESCHEN.DARAVS IST ABZUNEHMEN DAS NICHT WEIT SEI DER JUNG

STE DAG. DARAVF SICH EIN JETER

RVSTEN MAG.“